# Centrala polowa DGT3450-1 WW
Centrala polowa DGT3450-1 WW – cyfrowa automatyczna centrala telefoniczna stosowana w jednostkach Sił Zbrojnych Rzeczypospolitej Polskiej.

## Charakterystyka
Centrala połowa DGT3450-1 WW umieszczana jest w niewielkich kontenerach przystosowanych do transportu ręcznego i samochodowego. Może stanowić także wyposażenie dodatkowe wozów dowodzenia. Zapewnia bezpieczeństwo komunikacji w systemach polowych, łączność w technice TDM i VolP i funkcje bramy DSTG.

## Dane liczbowe
| Dane taktyczno–techniczne | Dane taktyczno–techniczne                                                                    |
| ------------------------- | -------------------------------------------------------------------------------------------- |
| Pojemność centrali        | do 192 portów analogowych lub do 96 cyfrowych oraz do 12 traktów PCMz różnymi sygnalizacjami |
| Wymiary centrali          | 535 x 355 x 710                                                                              |
| Masa centrali             | ~ 60 kg                                                                                      |
| Zasilanie centrali        | sieciowe 230V AC                                                                             |